# ジャズ批評
『ジャズ批評』（ジャズひひょう）は、ジャズ批評社が刊行する、主にジャズを専門とした隔月刊の音楽雑誌。1967年6月に季刊誌として創刊され、2004年6月から隔月刊に移行した。
1998年以降は、「ジャズ批評ブックス」と題するシリーズの単行本の出版も手がけている。

## 歴史
銀座でジャズ喫茶「オレオ」を1965年6月に開業していた松坂妃呂子（1932年 - 2018年）が、店に集った人々の同人誌として1967年6月に『ジャズ批評』を創刊した。創刊号の制作費は10万円で、48ページの冊子が、1500部印刷された。2号からは活字印刷となり、一般の雑誌として全国に流通した。
「オレオ」は1970年に閉店したが、『ジャズ批評』は刊行が継続された。64号からは、和田誠が16年間にわたって表紙のイラストを手がけた。
また、資生堂が広告出稿によって長らく支援しているが、これは山本吉兵衛の意向によるものとされる。
長らく寄稿者として関わりのあったジャズ評論家の岩浪洋三は、「良い意味でジャーナリズムの伝統が生きている雑誌」と『ジャズ批評』を評価していた。

## 連載をもとに出版された単行本
- ラズウェル細木：『ときめきJAZZタイム』ジャズ批評社、1989年[9]
- 武田清一：『ヴォーカルはいつも最高だ!』駒草出版、2015年[10]